# 유럽외교협회
유럽외교협회(European Council on Foreign Relations, ECFR)는 유럽 연합의 외교 관련 싱크탱크이다.

## 역사
유럽외교협회는 유럽의 외교안보정책에 관한 최첨단 독립적인 연구를 수행하고 전문가들의 입장을 규합하여 정책제안을 하고 있다. 그리고 유럽 차원에서 변화를 위한 연합을 구축하고 세계에서 유럽의 역할에 대한 정보에 입각한 토론을 촉진하는 역할을 수행한다. 유럽지역 및 유럽외지역에 대한 연구도 진행하고 있다. 연구분야는 기후변화, 지정학, 안보, 그리고 이주이민 등이다. 2020년대에 들어 러시아-우크라이나 전쟁, 이스라엘-팔레스타인 분쟁에 대한 여론조사도 진행하고 있다. 동북아시아 및 대한민국에 대한 연구도 진행하고 있다. 유럽외교협회는 파리, 베를린, 런던, 마드리드, 소피아, 로마, 바르샤바에 사무소를 두고 있다. 외교협회가 미국 중심의 시각으로 외교와 외교정책을 설명한다면, 유럽외교협회는 유럽연합의 시각으로 근하고 있다.

## 같이 보기
- 유럽연합
- 외교협회